# أثينايس ميشليه
أثينايس ميشليه (1826–1899)، لقب الاب ميالاريت ، هي كاتبة فرنسية للتاريخ الطبيعي وكاتبة مذكرات. كتبت بشكل مستقل وبالتعاون مع زوجها جول ميشليه.

## الزواج والتعاون الأدبي
أثناء تدريسه لأبناء الأميرة كانتاكوزين في فيينا ، التقت أثينايس لأول مرة بجول ميشليه من خلال عمله الأدبي. لقد كتبت إليه بعد قراءة عن الكاهن والمرأة والعائلة . بدأوا المراسلات التي أعقبت ذلك لسنوات وأصبحوا مخطوبين قبل الاجتماع. تزوجا عام 1849، بعد عشر سنوات من وفاة زوجته الأولى.
ظلت اهتماماتهم الأدبيةهي أساس علاقتهم حتى بعد زواجهما.  دخلت هي وزوجها في حياة أدبية مشتركة، وتعاونا في الطائر (1856)، الحشرة (1857)، البحر (1861)، و الجبل (1868). على الرغم من أن هذه الكتب نُشرت فقط تحت اسم جول ميشليه، فقد نسب الفضل لأثينايس بشكل واضح، ليس فقط لتحويل انتباهه إلى التاريخ الطبيعي، ولكن أيضًا كمتعاون نشط.  عند وفاته، كانوا يعملون في كتاب الطبيعة .

## الحقوق الأدبية الموروثة
قبل وفات زوجها ، منحها الحقوق الأدبية لكتبه وأوراقه، معترفًا بتعاونهما وبأنها كان لها دور مهم في الكتابة التي نشرها خلال سنواته الأخيرة.  على الرغم من أن صهر جول ميشليه اعترض على إرث أعماله، إلا أن أثينايس ربحت القضية واحتفظت بالأوراق وحقوق النشر. 

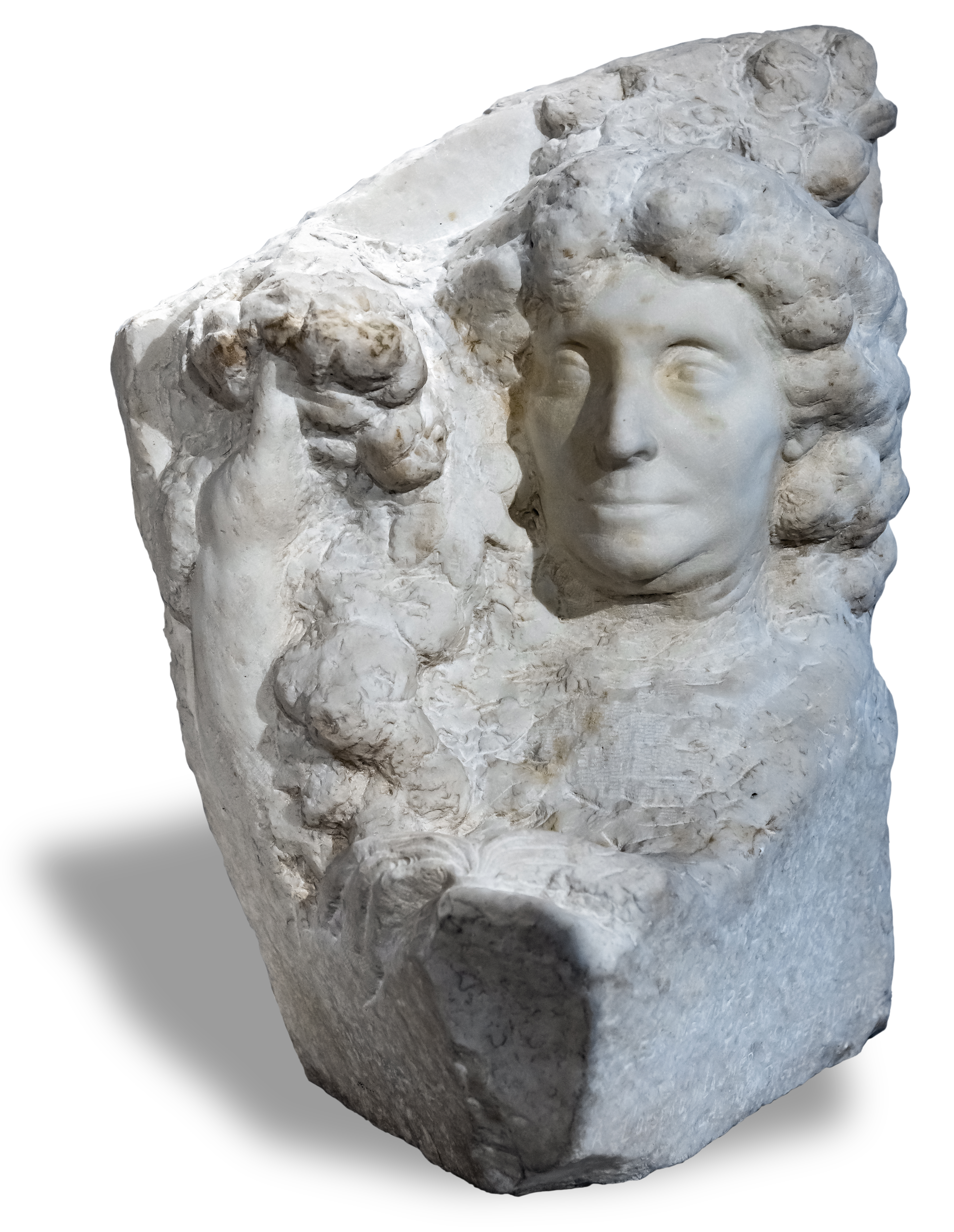
تمثال نصفي لمدام ميشليه ، 1899، لأنطوان بورديل